# Sinorogomphus suzukii
Sinorogomphus suzukii là loài chuồn chuồn trong họ Chlorogomphidae. Loài này được Oguma mô tả khoa học đầu tiên năm 1926.